# Premi Magritte 2023
La cerimonia di premiazione della 12ª edizione dei Premi Magritte si è tenuta il 4 marzo 2023 al Teatro Nazionale Wallonie-Bruxelles di Bruxelles. Le candidature sono state presentate il 10 febbraio 2023.

## Vincitori e candidati
Vengono di seguito indicati in grassetto i vincitori. Ove ricorrente e disponibile, viene indicato il titolo in lingua italiana e quello in lingua originale tra parentesi.
Miglior film
- Nessuno deve sapere (Nobody Has to Know), regia di Bouli Lanners
  - Animals, regia di Nabil Ben Yadir
  - La ruche, regia di Christophe Hermans
  - Generazione Low Cost (Rien à foutre), regia di Emmanuel Marre e Julie Lecoustre
  - Tori e Lokita (Tori et Lokita), regia di Jean-Pierre e Luc Dardenne

Miglior regista
- Bouli Lanners - Nessuno deve sapere (Nobody Has to Know)
  - Nabil Ben Yadir - Animals
  - Emmanuel Marre e Julie Lecoustre - Generazione Low Cost (Rien à foutre)
  - Jean-Pierre e Luc Dardenne - Tori e Lokita (Tori et Lokita)

Miglior film straniero in coproduzione
- La notte del 12 (La Nuit du 12), regia di Dominik Moll
  - À l'ombre des filles, regia di Étienne Comar
  - Clara Sola, regia di Nathalie Álvarez Mesén
  - La doppia vita di Madeleine Collins (Madeleine Collins), regia di Antoine Barraud
  - Anna Frank e il diario segreto (Where Is Anne Frank), regia di Ari Folman

Migliore sceneggiatura originale o adattamento
- Lukas Dhont - Close
  - Nabil Ben Yadir e Antoine Cuypers - Animals
  - Bouli Lanners - Nessuno deve sapere (Nobody Has to Know)
  - Emmanuel Marre e Julie Lecoustre - Generazione Low Cost (Rien à foutre)

Miglior attore
- Bouli Lanners - La notte del 12 (La Nuit du 12)
  - Soufiane Chilah - Animals
  - Benoît Poelvoorde - Inexorable
  - Jérémie Renier - L'ennemi
  - Aboubakr Bensaihi - Rebel

Migliore attrice
- Virginie Efira - Revoir Paris
  - Babetida Sadjo - Juwaa
  - Lucie Debay - Lucie perd son cheval
  - Lubna Azabal- Rebel

Miglior attore non protagonista
- Igor Van Dessel - Close
  - Mehdi Dehbi - La cospirazione del Cairo (Boy From Heaven)
  - Jérémie Renier - November - I cinque giorni dopo il Bataclan (Novembre)
  - Tijmen Govaerts - Tori e Lokita (Tori et Lokita)

Migliore attrice non protagonista
- Émilie Dequenne - Close
  - Veerle Baetens - À l'ombre des filles
  - Anne Coesens  - À la folie
  - Mara Taquin - Generazione Low Cost (Rien à foutre)

Migliore promessa maschile
- Eden Dambrine - Close
  - Gianni Guettaf - Animals
  - Gustav De Waele - Close
  - Pablo Schils - Tori e Lokita (Tori et Lokita)

Migliore promessa femminile
- Sophie Breyer - La ruche
  - Mara Taquin - La ruche
  - Elsa Houben - Le coeur noir des forêts
  - Joely Mbundu - Tori e Lokita (Tori et Lokita)

Miglior fotografia
- Frank van den Eeden - Close
  - Manuel Dacosse - Inexorable
  - Olivier Boonjing - Generazione Low Cost (Rien à foutre)

Miglior sonoro
- François Aubinet, Mathieu Cox, Pierre Mertens, David Vranken e Philippe Van Leer - Animals
  - François Maurel, Olivier Mortier e Luc Thomas - La notte del 12 (La Nuit du 12)
  - Marc Bastien, Thomas Gauder, Etienne Carton, Cameron Mercer e Philippe Van Leer - Nessuno deve sapere (Nobody Has to Know)

Migliore scenografia
- Eve Martin - Close
  - Paul Rouschop - Nessuno deve sapere (Nobody Has to Know)
  - Anna Falguères - Generazione Low Cost (Rien à foutre)

Migliori costumi
- Prunelle Rulens - Generazione Low Cost (Rien à foutre)
  - Manu Verschueren - Close
  - Élise Ancion - Nessuno deve sapere (Nobody Has to Know)

 Migliore colonna sonora 
- Hannes De Maeyer, Oum e Aboubakr Bensaihi - Rebel
  - Vincent Cahay - Inexorable
  - Fabian Fiorini - La ruche

Miglior montaggio
- Nicolas Rumpl - Generazione Low Cost (Rien à foutre)
  - Alain Dessauvage - Close
  - Ewin Ryckaert - Nessuno deve sapere (Nobody Has to Know)

Miglior cortometraggio cinematografico
Miglior cortometraggio di animazione
Miglior documentario
- Soy libre

Miglior opera prima
- Generazione Low Cost (Rien à foutre), regia di Emmanuel Marre e Julie Lecoustre

Premio onorario
- Agnès Jaoui